# Beerbaviaan
De beerbaviaan of Kaapse baviaan (Papio ursinus) is een primaat uit het zuiden van Afrika. De beerbaviaan is de grootste soort baviaan en behoort tot de grootste apen van de Oude Wereld.

## Uiterlijk
De beerbaviaan is een vrij grote primatensoort, op de mens na de grootste primaat van zuidelijk Afrika. Hij is in vergelijking met andere bavianensoorten slank en lichtgebouwd. Op vier poten zijn de schouders hoger dan de romp.
De baviaan heeft een vachtkleur die kan variëren van geelgrijs tot donker, olijfbruin of zelfs zwart. De meeste bavianen zijn grijs of grijs-bruin van kleur. De onderzijde is lichter van kleur. De vacht is opgebouwd uit lange, ruwe haren. Het haar op de achterzijde van de handen en voeten donkerbruin tot zwart. De kop is groot met een zwart, onbehaard gezicht. Hierin liggen kleine, dicht bij elkaar geplaatste, bruine ogen onder een vooruitstekende wenkbrauwboog. De snuit is onbehaard, lang en breed, de oren puntig. De ledematen zijn lang, de armen langer dan de benen, en de vingers en tenen lang en beweeglijk. De staart is even lang als de rest van het lichaam. In de staart zit een knik: het eerste derde deel wordt recht omhoog gehouden, terwijl het overige twee derde deel naar beneden hangt. Op de romp bevinden zich grote eeltknobbels, bestaande uit verharde en verdikte, kale huid. Bij het mannetje is dit een grote, grijze plaat, die beide billen bedekt, terwijl het vrouwtje op iedere bil één kleine eeltplek heeft. Mannetjes zijn verder duidelijk groter dan de vrouwtjes, hebben grote hoektanden, een langere, rechte snuit en een donkere maan over de nek en schouders. Vrouwtjes hebben twee tepels op de borst. Jonge bavianen hebben een roze huid en zwarte haren.
Het mannetje wordt 80 tot 114 centimeter lang, 50 tot 75 centimeter hoog en 27 tot 43 (gemiddeld 32) kilogram zwaar. Het vrouwtje wordt kleiner, 50 tot 80 centimeter lang, 40 tot 60 centimeter hoog en 12 tot 30 (gemiddeld 16) kilogram zwaar. De staart wordt 53 tot 61 centimeter bij vrouwtjes, 60 tot 84 centimeter bij mannetjes. 
De beerbaviaan is over het algemeen stil, maar kent verscheidene roepen. Vaak te horen is een luide, tweetonige blaf, wa-hoe!, die wordt geslaakt bij gevaar. Deze blaf staat lokaal bekend als 'bogom'. Bij ruzies zijn ook luide gillen en schreeuwen te horen. Bij onderling sociaal gedrag beperkt de baviaan zich tot zachte knorren.

## Taxonomie
De beerbaviaan wordt gezien als een aparte soort, Papio ursinus, of met de andere bavianen, de mantelbaviaan uitgezonderd, verenigd in Papio papio, de gewone of savannebaviaan. De beerbaviaan wordt dan beschouwd als een ondersoort, Papio papio ursinus.

## Verspreiding en leefgebied
De beerbaviaan komt in een groot gedeelte van het zuiden van Afrika voor: in Zuidwest-Angola, Zuid-Zambia, Zuid-Mozambique, Namibië, Botswana, Zimbabwe, Zuid-Afrika, Swaziland en Lesotho. Hij stelt weinig eisen aan zijn leefgebied, zolang er maar slaapplaatsen, voedsel en water aanwezig zijn. Hierdoor kan hij overleven in zowel steppen en halfwoestijnen als savannen en open bosgebieden, en van stranden tot bergachtige streken, tot op een hoogte van 3000 meter. Beerbavianen kunnen zich vrij gemakkelijk aanpassen aan veranderende omstandigheden. Het is hierdoor een van de meest algemene en vaakst waargenomen middelgrote zoogdieren in zuidelijk Afrika. In het noordelijke gedeelte van het verspreidingsgebied overlapt de beerbaviaan licht met dat van de gele baviaan (Papio cynocephalus).

## Gedrag
De beerbaviaan is een uitgesproken dagdier, dat de nacht doorbrengt in schuilplaatsen als rotskliffen, kopjes en soms hoge bomen. Vooral in de vroege ochtend en avond is de beerbaviaan actief.

### Voedsel
Het is een opportunistische omnivoor, die zowel vruchten, zaden, scheuten, paddenstoelen, knollen en wortelen als insecten en andere kleine ongewervelden eet. Soms pakt hij eieren of vangt hij kleine gewervelden als hagedissen, vogels en zoogdieren, van muizen tot hazen of jonge impala's. Tijdens plagen vormen sprinkhanen het belangrijkste dieet. Aan de Zuid-Afrikaanse kust vangen ze ook zeedieren als vissen, krabben en weekdieren. De beerbaviaan foerageert de gehele dag door, zowel op en in de grond als in bomen. Ook in de grond zoeken zij naar voedsel. Een recent door bavianen bezocht gebied gemakkelijk te herkennen is aan de grote hoeveelheid omgekeerde stenen. Doordat beerbavianen dagelijks moeten drinken, wordt zijn verspreiding gedeeltelijk bepaald door de aanwezigheid van waterbronnen. Bij beerbavianen in de Namibwoestijn is waargenomen dat zij elf dagen zonder water konden, door zich te voeden met vetplanten en vruchten.

### Sociaal gedrag
De beerbaviaan leeft in gemengde troepen van vier tot meer dan honderd dieren (gemiddeld veertig), bestaande uit meerdere vrouwtjes en hun jongen en één of enkele volwassen mannetjes. In voedselrijke gebieden zijn de troepen groter dan in voedselarme. De vrouwtjes blijven in de troep waar zij geboren worden, terwijl mannetjes van troep naar troep zwerven. Een solitair dier is vaak een zwervend mannetje.

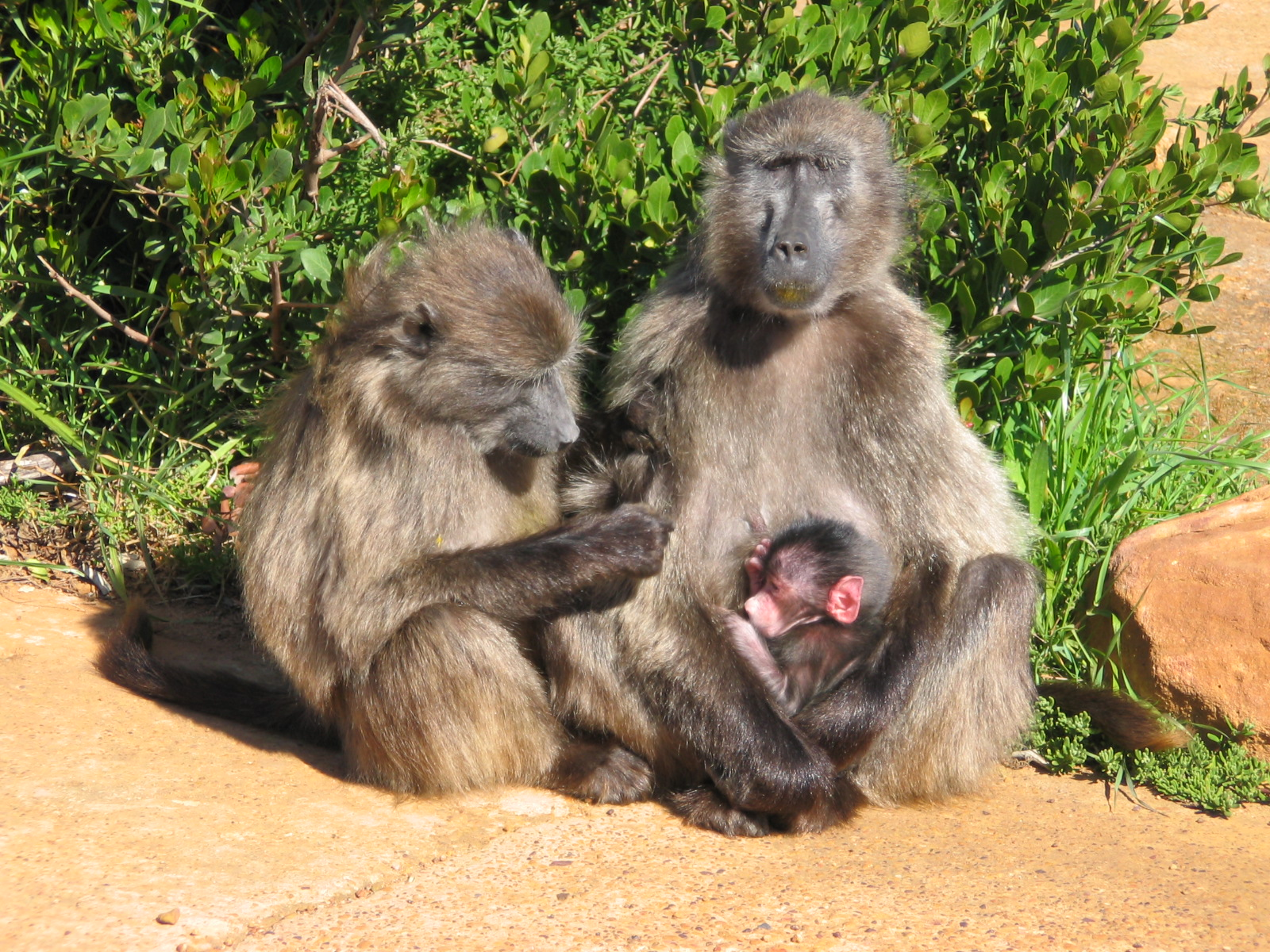
Vlooiende beerbavianen op Kaap de Goede Hoop

Zowel onder de mannetjes als de vrouwtjes heerst een sterke hiërarchie. Mannetjes, ouder dan vier jaar, staan hoger in de hiërarchie dan vrouwtjes, en één mannetje is de leider. Bij mannetjes wordt de plaats in de hiërarchie bepaald door de lichamelijke conditie. Bij vrouwtjes wordt deze vooral erfelijk bepaald: dochters erven de rang van hun moeder. Vlooien dient ter versterking van de sociale banden en het verwijderen van parasieten. Alle dieren vlooien elkaar, maar ondergeschikte vrouwtjes zullen vaker dominante vrouwtjes vlooien, waardoor ze minder snel zullen worden weggejaagd van voedselgebieden. Op deze manier kan een ondergeschikt vrouwtje stijgen in de rang. Zo ontstaan binnen de groepen ook losse vriendengroepjes. Bij spanningen tussen vriendengroepen (vaak om voedsel) zullen de vrouwtjes uit dezelfde groep het voor elkaar opnemen. Anders dan andere bavianensoorten vormen de mannetjes van de beerbaviaan geen onderlinge vriendengroepen.
Dominante mannetjes zijn meestal slechts kort aan de macht, vaak niet meer dan zes tot twaalf maanden, gemiddeld een maand of zeven. Het nieuwe dominante mannetje, die meestal van buitenaf komt, zal in veel gevallen infanticide plegen, en veel jonge dieren in een groep, de jongen van de vorige leider, doden. Ter verdediging van hun jong sluiten vrouwtjes meestal vlak na de worp vriendschap met een of meerdere mannetjes binnen de groep. Dit mannetje zal het vrouwtje en haar jong over het algemeen beschermen tegenover het nieuwe dominante mannetje, ongeacht of het zijn eigen jong is. Het ondergeschikte mannetje heeft er zelf ook voordeel aan: door vriendschap te sluiten met een jong van het dominante mannetje, zal deze hem minder snel zal aanvallen.
Door hun relatief hoge intelligentie vindt er veel bedrog plaats binnen een groep. Zo slaken ondergeschikte bavianen die worden aangevallen door een dominant dier soms een gevaarkreet, waardoor de aanvaller tijdelijk is afgeleid. Ook jonge dieren schreeuwen soms alsof ze worden aangevallen, als ze een andere baviaan zien met een stuk voedsel waar ze zelf op azen. Hun moeder valt dan uit verdediging die baviaan aan.
De troep kent een woongebied van 9 tot 40 km², afhankelijk van de grootte van de troep en de beschikbare hoeveelheid voedsel en water. Bavianen zijn niet territoriaal en vermijden rivaliserende troepen. Bij ontmoetingen leidt het mannetje de vrouwtjes de andere kant op. Vrouwtjes die van de groep afdwalen, worden gestraft met slagen en beten en/of weggedragen.

### Voortplanting

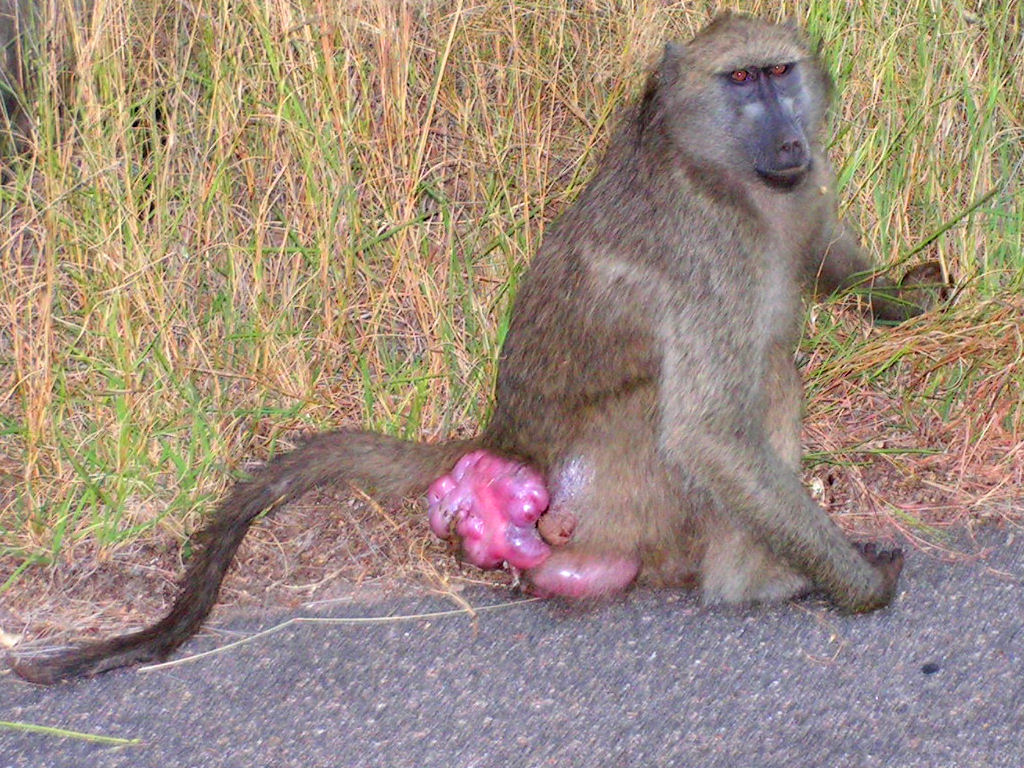
Bij een vrouwtje in oestrus zwellen de eeltplekken op de romp op

De beerbaviaan kan zich het gehele jaar door voortplanten. Het vrouwtje heeft een oestruscyclus van 29 tot 42 dagen (gemiddeld 36). Vlak voor zij vruchtbaar is, zwelt de verharde huid op haar romp op en kleurt helder roze. Vijf tot zes dagen voor de ovulatie is de zwelling op zijn grootst. Omdat de kans op bevruchting het hoogst is, strijden de mannetjes om te kunnen paren met het vrouwtje. Alleen de dominante mannetjes mogen paren: ondergeschikte mannetjes mogen alleen paren met jonge vrouwtjes en vrouwtjes die niet in oestrus zijn.
Bij een drachtig vrouwtje is de verharde plek roodgekleurd en niet gezwollen. Na een draagtijd van 173 tot 193 dagen krijgt het vrouwtje één jong per worp. Tweelingen zijn zeldzaam. Het jong wordt in de eerste weken tijdens het foerageren voornamelijk op de buik gedragen. Na verloop van tijd rijdt het vooral op de rug mee, eerst zijdelings, later schrijlings, met de staart als rugsteun.
Na zes tot acht maanden worden de jongen gespeend. Het vrouwtje is geslachtsrijp als zij zes of zeven jaar oud is. Gemiddeld krijgt het vrouwtje een keer in de twee jaar een jong. In voedselarme streken ligt dit aantal lager, tot eens in de vier jaar in de Drakensbergen.

### Verdediging en levensverwachting
De belangrijkste natuurlijke vijand is de luipaard. Doordat bavianen in grote groepen leven, worden vijanden en rivaliserende groepen snel gezien. De mannetjes zijn zeer sterk en zullen bij gevaar aanvallen. Met zijn grote hoektanden is een enkel mannetje in staat een hond te doden, een groep bavianen kan zelfs een luipaard doden. 's Nachts vertrouwen ze op de onbereikbaarheid van hun slaapplaatsen.
De beerbaviaan wordt 20 tot dertig jaar oud. De oudst bekende beerbaviaan werd 45 jaar oud in gevangenschap.

## Relatie met de mens
De beerbaviaan is een algemene, wijdverspreide soort. In de meeste landen binnen zijn verspreidingsgebied wordt de soort zelfs beschouwd als ongedierte, doordat de beerbaviaan ook landbouwproducten als granen, citrusvruchten, tomaten en zelfs pluimvee en lammetjes eet. 